# Parque Nacional Pico de Tancítaro
Parque Nacional Pico de Tancítaro är en nationalpark i Mexiko.   Den ligger i delstaten Michoacán de Ocampo, i den södra delen av landet, 300 km väster om huvudstaden Mexico City. Parque Nacional Pico de Tancítaro ligger 3 546 meter över havet.